# تصوير الكلى والمثانة والحالبين بالأشعة السينية
تصوير الكلى والمثانة والحالبين بالأشعة السينية والتي يرمز لها بـ KUB اختصارا للعبارة الإنكليزية (Kidneys, ureters, and bladder x-ray) هي طريقة للتصوير الطبي للبطن ممثلة بشكل خاص للكلى والمثانة والحالبين. تكون طريقة التصوير الشعاعي أمامية للبطن.

## الاستخدامات
على الرغم من أن اسم الطريقة يشير إلى فحص الكلى والحالبين والمثانة إلا أنها لا تستخدم بشكل عادي في الكشف عن أمراض الجهاز البولي وذلك لتعقيده، فعلى سبيل المثال فإن الكلى تكون صعبة الرؤية في الصور الشعاعية. تستخدم هذه الطريقة عادة في الكشف عن الحصى في الحويصلة الصفراوية بالإضافة إلى الكشف عن وجود حصى الكلى. كما تستخدم في تحديد موضع الأجهزة في التداخلات الجراحية مثل توضع الشبكات الوعائية في الحالبين والمثانة وغيرها.